# Koźniewo Wielkie (gromada)
Koźniewo Wielkie – dawna gromada, czyli najmniejsza jednostka podziału terytorialnego Polskiej Rzeczypospolitej Ludowej w latach 1954–1972.
Gromady, z gromadzkimi radami narodowymi (GRN) jako organami władzy najniższego stopnia na wsi, funkcjonowały od reformy reorganizującej administrację wiejską przeprowadzonej jesienią 1954 do momentu ich zniesienia z dniem 1 stycznia 1973, tym samym wypierając organizację gminną w latach 1954–1972.
Gromadę Koźniewo Wielkie z siedzibą GRN w Koźniewie Wielkim utworzono – jako jedną z 8759 gromad na obszarze Polski – w powiecie pułtuskim w woj. warszawskim, na mocy uchwały nr VI/10/17/54 WRN w Warszawie z dnia 5 października 1954. W skład jednostki weszły obszary dotychczasowych gromad Koźniewo Wielkie, Koźniewo Średnie i Ślubowo ze zniesionej gminy Gołębie oraz obszary dotychczasowych gromad Wola Ostaszewska i Ostaszewo ze zniesionej gminy Kozłowo w tymże powiecie. Dla gromady ustalono 11 członków gromadzkiej rady narodowej.
1 stycznia 1957 gromadę włączono do powiatu ciechanowskiego w tymże województwie.
Gromadę zniesiono 31 grudnia 1959, a jej obszar włączono do gromady Gąsocin w tymże powiecie.